# Огист Жордан
Огист Жордан (21. фебруар 1909 — 17. мај 1990) био је француски фудбалер који је играо на позицији везног играча, а након играчке каријере постао је тренер.

## Играчка каријера
Рођен у Аустрији као Аугуст Жордан, преселио се у Француску 1933. године и постао Француз 1938. године. Његова интеграција у француску фудбалску репрезентацију током Другог светског рата била је предмет многих дискусија јер није био рођени и одрастао Француз, већ штавише Аустријанац. Међутим, Жордан је увек био потпуно посвећен и поносан што носи плави дрес Француске. Био је учесник на Светском првенству у фудбалу 1938. године. Због ове интеграције био је затворен од стране Вермахта током рата. У Француској је добио надимак „Густи“ и „беба из Линца “.